# Armin Garnreiter
Armin Garnreiter, född 24 juli 1958, är en tysk bågskytt. Han deltog vid olympiska sommarspelen 1984.